# Prozessvertrag
Ein Prozessvertrag (auch: Prozessvereinbarung) ist eine zweiseitige Prozesshandlung der an einem gerichtlichen Verfahren beteiligten Parteien. Es ist ein Vertrag, der dazu dient, den Gang des Verfahrens zu gestalten.
Am weitesten verbreitet sind Gerichtsstandsvereinbarungen und Prozessvergleiche; letztere sind zugleich Prozesshandlungen und materiellrechtliche Verträge im Sinne von § 779 BGB. Auch die vor dem Eintritt von Streitigkeiten abgeschlossene Schiedsvereinbarung, in der sich die Parteien auf die Zuständigkeit eines Schiedsgerichts für bestimmte Streitfragen einigen, ist ein Prozessvertrag.
Ein Prozessvertrag ist nur innerhalb der Grenzen, die das zwingende Recht zieht, zulässig. Eine Prozessvereinbarung, die mittels vorformulierter allgemeiner Geschäftsbedingungen geschlossen wird, unterliegt der Inhaltskontrolle. Beispielsweise kann eine Beweislastumkehr in einem Prozessvertrag zwischen Unternehmer und Verbraucher nicht zum Nachteil des anderen Teils vereinbart werden; die Vertragsklausel wäre unwirksam, § 309 Nr. 12 BGB.